# César Fernández Ardavín
César Fernández Ardavín (ur. 22 lipca 1923 w Madrycie, zm. 7 września 2012 w Boadilla del Monte) – hiszpański reżyser, scenarzysta i producent filmowy. Autor 45 filmów fabularnych, dokumentalnych i krótkometrażowych.
Bratanek pisarza Luisa Fernándeza Ardavína i reżysera Eusebia Fernándeza Ardavína, u którego rozpoczął pracę w filmie w charakterze asystenta pod koniec lat 40. XX w. Największy sukces międzynarodowy odniósł filmem Żywot Łazika z Tormesu (1959), nagrodzonym Złotym Niedźwiedziem na 10. MFF w Berlinie.